# 聖馬爾定主教座堂 (艾森斯塔特)

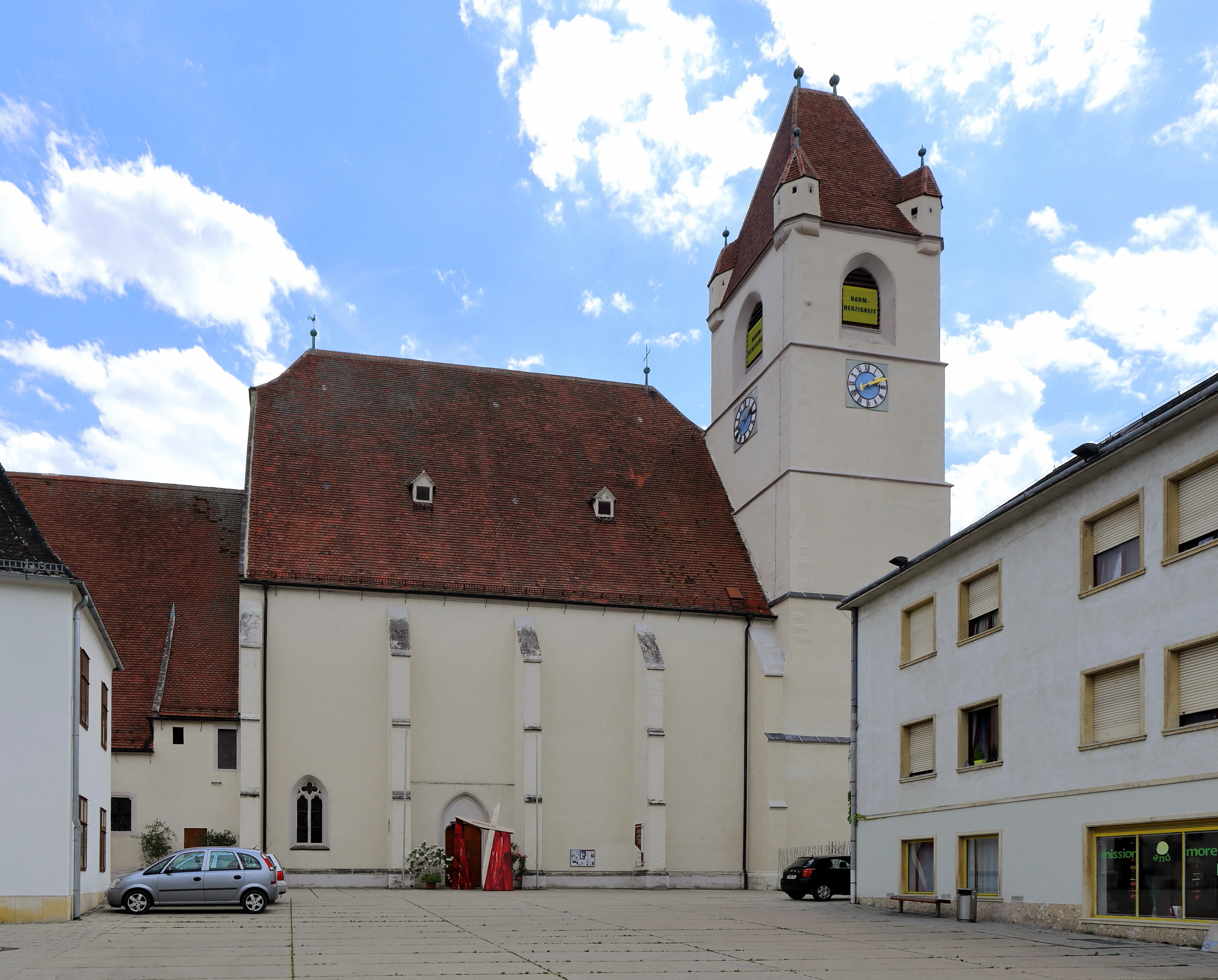
聖馬爾定主教座堂

聖馬爾定主教座堂（德語：Dom St. Martin in Eisenstadt）是天主教艾森斯塔特教區的主教座堂（自1960年教区成立起），位于奥地利布爾根蘭州艾森斯塔特，供奉都尔的聖玛爾定。
该堂以音乐著称，每年在此举办海顿节音乐会。